# Taniaburg
Taniaburg is de naam van een voormalige stins in de Nederlandse gemeente Leeuwarden, gelegen ten noorden van de stad Leeuwarden, ter hoogte van de huidige wijk Bilgaard. Het is tevens de naam van de later op deze locatie verrezen kop-hals-rompboerderij. De huidige boerderij fungeert als recreatieobject voor het omliggende kampeerterrein met de naam camping Taniaburg, gelegen aan het Taniameer.

## Historie
De stins stond rond 1400 in de buurtschap Bilghaerdt (destijds ook genoemd Taniaburen) en was eigendom van Minno Tiessama alias Tania. In de 16e eeuw verrees boerderij State Taniaburg, die in 1839 werd vervangen door de huidige boerderij.

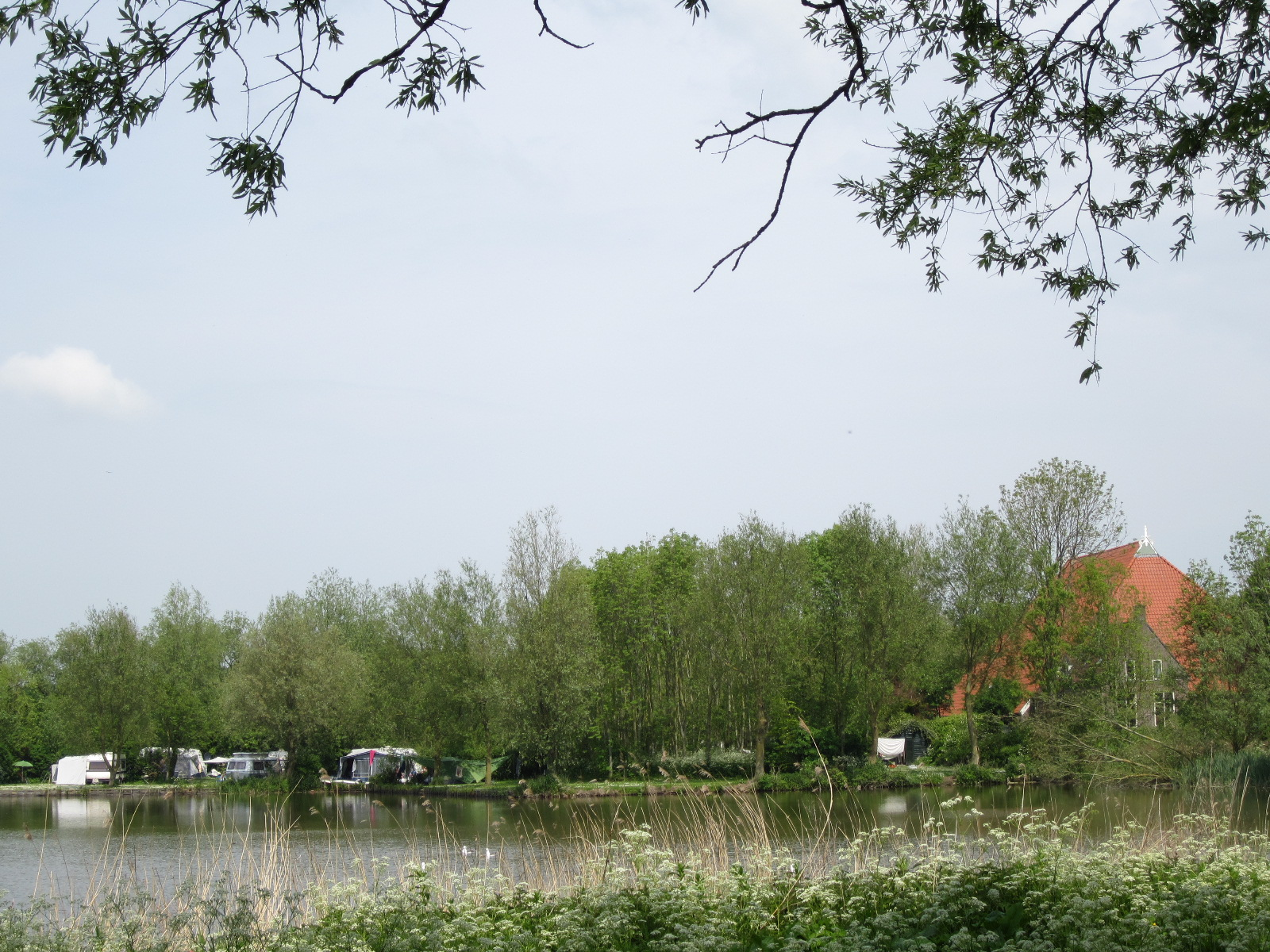
Taniaburg

## Trivia
- Het Taniameer is in de winter in gebruik als schaatsijsbaan voor de wijk Bilgaard.